# Xiuhtezcatl Martínez
Xiuhtezcatl Martínez (9 de mayo de 2000) o Xiuhtezcatl Roske-Martínez es un activista ambiental, artista de hip hop y director de Earth Guardians, una organización mundial por la conservación del medio ambiente.
Desde los 6 años ha luchado por la protección del clima y ha hablado ante grandes multitudes sobre los efectos de los combustibles fósiles en las comunidades indígenas y otras comunidades marginadas. Ha dado discursos en las Naciones Unidas varias veces y ganó popularidad después de su discurso de 2015 en la Asamblea General de las Naciones Unidas en inglés, español y el náhuatl.
Martínez es uno de los 21 demandantes involucradas en el caso Juliana contra los Estados Unidos, demandando al gobierno federal por no actuar sobre el cambio climático. El caso comenzó en 2015. Un tribunal federal rechazó la medida del gobierno para desestimar el caso en noviembre de 2016. También es uno de los siete demandantes involucrados en el caso Martínez contra Colorado Oil and Gas Conservation Commission, cuyo objetivo es el mismo que el de Juliana contra los Estados Unidos pero a nivel estatal. 
A través de su trabajo con Earth Guardians, trabaja para luchar por la justicia climática a través de políticas, asistencias, protestas y activismo individual. Además, a través de su participación en diversos medios, su voz y su mensaje han sido transmitidos a todas las personas para comenzar a cultivar un cambio ambiental y un activismo generalizados. 

## Carrera musical

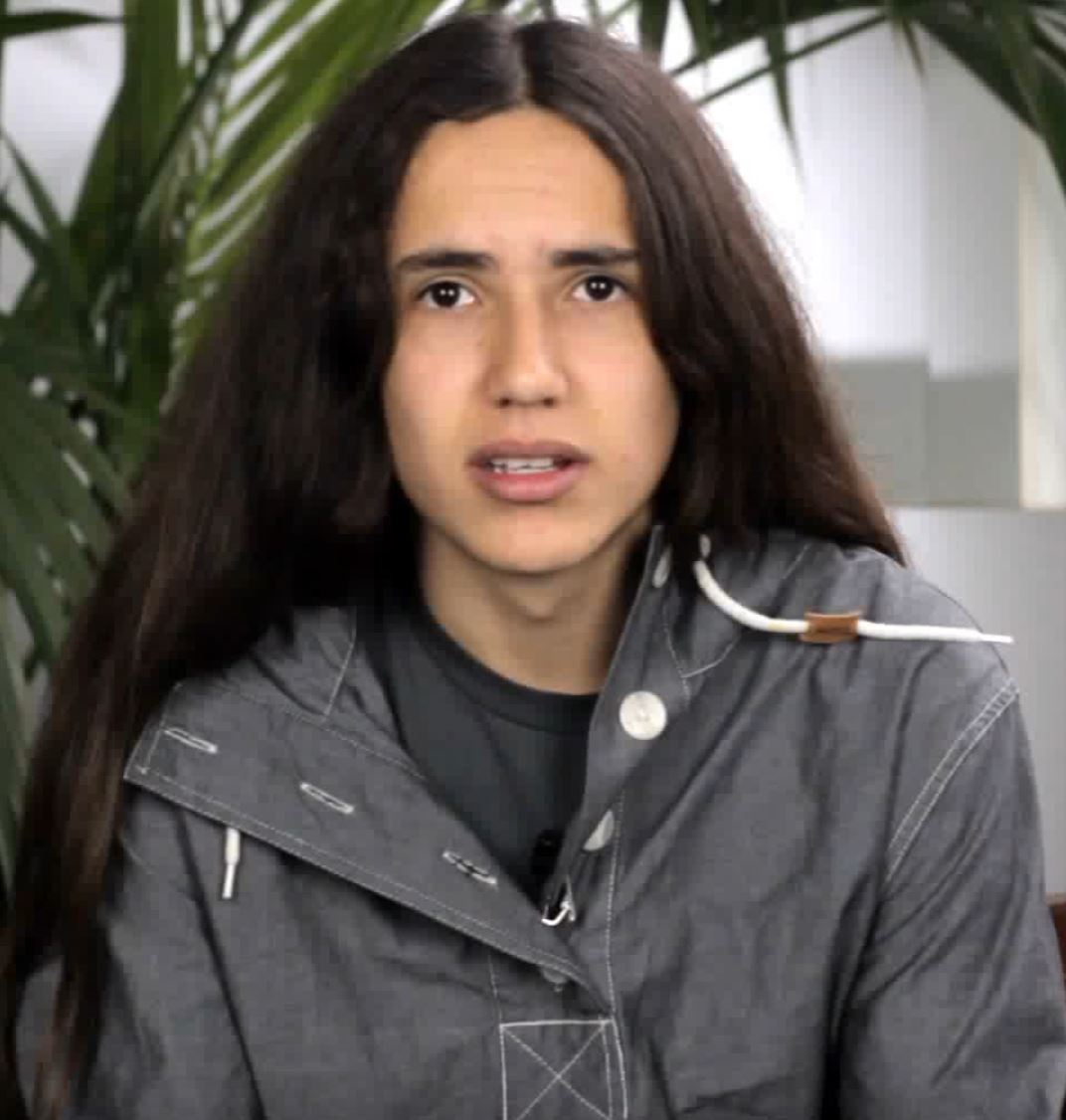
Xiuhtezcatl Martinez en 2016.

Martínez, junto a su hermano y hermana y los Earth Guardians, han creado música, la cual se ha distribuido en todas las plataformas de streaming. Su primer álbum, Generation Ryse fue publicado en agosto de 2014, e incluye temas de hip-hop ecológico como "What the Frack" y "Speak for the Trees". A través de su música, habla sobre problemas ambientales específicos relevantes para su estado (Colorado) y que impactan en todo el territorio estadounidense. Además, el álbum estaba dirigido a los jóvenes de hoy con la esperanza de difundir su mensaje de conciencia ambiental a su propia generación.
Martínez también tiene un álbum solitario titulado Break Free, el cual fue lanzado en primavera de 2018 con  las canciones "Sage Up" y "Young". Trabajó con artistas como Nakho, Shaliene Woodley, Tru, así como su hermana menor, Tonantzin Martínez, que aparece en la mayoría de sus piezas. A través de este álbum, esperaba volver a crear conciencia sobre la crisis ambiental e inspirar la acción en los jóvenes. 

## Activismo
Cuando era adolescente, Martínez dio tres charlas TED y fue invitado a hablar ante las Naciones Unidas sobre política ambiental. En junio de 2015, habló a la edad de 15 años en inglés, español y náhuatl antes de la Asamblea General de la ONU sobre Cambio Climático. Martínez instó a la acción climática inmediata diciendo: "Lo que está en juego en este momento es la existencia de mi generación".
Ese mismo año, compitió con jóvenes músicos de todo el mundo que presentaron música de producción propia "para inspirar las negociaciones" en la Convención Marco de las Naciones Unidas sobre el Cambio Climático con su música y la selección de Martínez "Speak for the Trees" fue elegida como la Ganadora del premio del jurado.

### Demandas sobre cambio climático
En 2015, Martínez y otros 21 jóvenes presentaron una demanda contra el gobierno federal de los Estados Unidos, Juliana et al. v Estados Unidos et al. Argumentan que el gobierno federal está negando su derecho constitucional a la vida, la libertad y la propiedad al ignorar el cambio climático. Los demandantes también incluyeron a partes de la industria de combustibles fósiles como demandados en el procedimiento legal, pero dijeron que las partes fueron removidas como demandadas durante el proceso previo al juicio. Los demandantes tienen entre 9 y 20 años y diez de los niños tienen antecedentes negros o indígenas. La demanda se lanzó mientras Obama todavía estaba en el cargo, pero en 2017 los demandantes sustituyeron el nombre del expresidente por el de Donald Trump.
En 2018, Martínez y otros 13 jóvenes presentaron otra demanda, esta vez contra el gobierno estatal de Washington. Él es el demandante principal en este caso, denominado Martinez v. Colorado Oil and Gas Conservation Commission. La demanda ha sido desestimada por el Juez de la Corte Superior del Condado de King Michael Scott.
En diciembre de 2018, Remezcla nombró a Martínez en su lista de "30 latinxs que tuvieron un impacto en sus comunidades en 2018".

### Respaldos políticos
En abril de 2019, Martínez escribió un artículo de opinión en TeenVogue apoyando a Bernie Sanders para presidente, escribiendo: "Creo que Bernie Sanders tiene nuestra espalda en el cambio climático". En diciembre de 2018, Martínez habló con Sanders en un evento del ayuntamiento titulado «Resolviendo la crisis climática». 

### Earth Guardians
Earth Guardians es una organización de activismo ambiental que la madre de Martínez, Tamara Roske, fundó en 1992 como una escuela secundaria acreditada que se enfoca en temas ambientales. Con el tiempo, la escuela se transformó en una organización internacional de conservación ambiental de la cual Martínez es el director de Juventud. Su misión es "inspirar y capacitar a jóvenes diversos para ser líderes efectivos en los movimientos de justicia ambiental, climática y social. A través del poder del arte, la música, la narración de historias, el compromiso cívico y la acción legal, estamos creando soluciones que causen gran impacto para algunos de los problemas más críticos que enfrentamos como comunidad global". Trabajan para organizar huelgas climáticas, cultivar políticas enfocadas a la protección del medio ambiente, responder a las necesidades cuando sea necesario y alentar el activismo individual a través de la promoción del registro de votación. Martínez ha trabajado específicamente en proyectos para controlar la propagación de cenizas de carbón, limpiar pesticidas en parques, la prohibición del fracking en su estado y actualmente es el líder de una demanda dirigida por jóvenes contra el gobierno federal por no proteger a las futuras generaciones de la destrucción de la atmósfera. 

### Creencias para generar un cambio
Según Martínez, lo más importante que los individuos pueden hacer para crear un cambio ambiental es educar a las personas sobre la crisis. Además, su creencia es que los jóvenes tienen el poder de crear un cambio social y ambiental significativo. "La marcha en las calles, los cambios en el estilo de vida no han sido suficientes, por lo que debe ocurrir algo drástico". El cambio que necesitamos no vendrá de un político, de un orangután en el cargo, sino de algo que siempre ha sido el motor del cambio: el poder de las personas, el poder de los jóvenes ". Al abordar las críticas del uso excesivo de tecnología por parte de los jóvenes en una entrevista de 2016 con Bill Maher, Martínez se apresura a plantear la importancia de la capacidad de la tecnología para unirnos en un tema compartido. Muchos movimientos sociales de la actualidad, como Black Lives Matter y el movimiento Me Too, se han creado en línea y han creado un cambio significativo en nuestra sociedad. Martínez respondió: "Creo que es una herramienta importante que tenemos para establecer contactos y conectarnos con las personas. Redes sociales y tecnología: es una caída y una distracción para nuestra generación, o una herramienta poderosa que podemos usar”.

## Familia
Martínez vive con su familia en Boulder, Colorado. Su madre, Tamara Roske, fue una de las fundadoras del Earth Guardian Community Resource Center (1993), una escuela secundaria en Maui, Hawái. Más adelante comenzó a desempeñarse como Directora Ejecutiva de Earth Guardians, una organización mundial de niños y jóvenes con mentalidad conservacionista. Tiene dos hermanos menores, una hermana, Tonantzin, y un hermano, Itzcuauhtli. Su padre, Siri Martínez, es de herencia azteca y ha criado a sus hijos en la tradición de los mexicas, uno de los pueblos nativos de México. Su familia ha transferido el conocimiento tradicional de ver a un individuo como parte de un todo mayor y enfatizar la conexión entre todos los aspectos del mundo natural.

## Premios
- En 2013, Xiuhtezcatl recibió el Premio al Servicio Voluntario de los Estados Unidos por parte del presidente Obama.[18]
- En 2017, fue mencionado en la "lista de los 25 menores de 25 años" que cambiarán el mundo por la revista Rolling Stone.[19]
- En 2018, recibió el premio Generation Change Award de MTV EMAs.[20]

## Publicaciones
- We Rise: The Earth Guardians Guide to Building a Movement That Restores the Planet – 2017